# دوی فو خا
دوی فو خا (به لاتین: Doi Phu Kha) یک کوه در تایلند است که در تایلند واقع شده‌است. دوی فو خا ۱٬۹۱۰ متر بالاتر از سطح دریا واقع شده‌است.